# Ekans
Ekans is een gif-Pokémon, levend in Kanto, evenals Johto in mindere mate. Hij is vooral bekend geworden doordat Jessie er één had. Deze evolueerde later in een Arbok.
Als Ekans level 22 heeft bereikt evolueert hij naar Arbok.

## Ruilkaartenspel
Er bestaan zes standaard Ekans kaarten: vijf met het type Grass en één met het type Psychic; en een Koga's Ekans kaart, ook met het type Grass. Verder bestaat er nog één Fire-type Ekans δ-kaart.

### Koga's Ekans (Gym Challenge 77)
Koga's Ekans (Japans: キョウのアーボ Kyō's Arbo) is een Grass-type Basis Pokémonkaart. Het maakt deel uit van de Gym Challenge expansie. Hij heeft een HP van 50 en kent de aanval Fast-Acting Poison. In de Pokémon Adventures manga heeft Gymleider Koga een Ekans.

## Inspiratie
Ekans heeft het uiterlijk van een Ratelslang. Dat kan je zien aan de ratel op het uiteinde van de staart. Niet alleen het uiterlijk, maar ook de aanvallen van Ekans komen wat overeen met een slang. Zo baseert Ekans zich vooral op gifaanvallen en ook de vaardigheid "Coil" (opkrullen) is een slangenvaardigheid. Tot slot heeft Ekans ook haar naam te danken aan haar dierlijke variant, want als je het Engelse woord voor slang, Snake, omdraait dan krijg je Ekans.